# Comuna Mankivka, Svatove
Mankivka (în ucraineană Маньківка) este o comună în raionul Svatove, regiunea Luhansk, Ucraina, formată din satele Mankivka (reședința), Novopreobrajenne și Pavlivka.

## Demografie
Componența lingvistică a comunei Mankivka
     Ucraineană (92,17%)
     Rusă (7,83%)
Conform recensământului din 2001, majoritatea populației comunei Mankivka era vorbitoare de ucraineană (92,17%), existând în minoritate și vorbitori de rusă (7,83%).